# Siracusa Nero d'Avola
Il Siracusa Nero d'Avola è un vino a DOC che può essere prodotto nel comune di Siracusa nell'omonima provincia.

## Vitigni con cui è consentito produrlo
- Nero d'Avola per almeno l'85%
- altri vitigni a bacca rossa, idonei alla coltivazione nella Regione Siciliana per un massimo del 15%

## Tecniche produttive
Il "Siracusa Passito" deve essere ottenuto da uve passite sulla pianta o dopo la raccolta.

## Caratteristiche organolettiche
- colore: rosso rubino più o meno intenso, talvolta con riflessi violetti o granato:
- odore: caratteristico, intenso;
- sapore : secco, piacevolmente tannico ;

## Produzione
Provincia, stagione, volume in ettolitri